# Baelo Claudia
Baelo Claudia is een antieke Romeinse stad, gelegen ongeveer 22 kilometer van Tarifa, aan de Costa de la Luz in Zuid-Spanje. In de Romeinse tijd maakte Baelo Claudia deel uit van de provincie Hispania Baetica. De stad werd ongeveer 2000 jaar geleden gesticht en was oorspronkelijk een vissersplaats. In de tijd van keizer Claudius was de stad erg welvarend, maar door een aantal aardbevingen raakte zij in verval. In de 6e eeuw werd de stad verlaten. 

## Geschiedenis
De stad werd tegen het einde van de 2e eeuw v.Chr. gesticht. Haar ligging, in de buurt van de Straat van Gibraltar, op relatief korte afstand van Tanger, was erg gunstig voor de handel met Noord-Afrika. Hoewel Baelo Claudia mogelijk een bestuurlijke functie had waren de handel, de visvangst, het pekelen van voedsel en de productie van garum de belangrijkste inkomstenbronnen. 
Garum is een vissaus die door de Romeinen bijzonder werd gewaardeerd. De stad had een fabriek waar de saus werd geproduceerd. Door de productie van garum kreeg Baelo Claudia een zeker aanzien en van keizer Claudius de status van municipium toegekend.
De stad bereikte haar grootste bloei tijdens de 1e eeuw v.Chr. en de 2e eeuw n.Chr. Toen werd zij getroffen door een vloedgolf, die een groot deel van de stad vernielde. In de 3e eeuw werd zij meerdere keren over zee aangevallen door Goten en piraten uit Barbarije. Hoewel de stad een kleine opleving kende, werd ze in de 6e eeuw verlaten.

## Baelo Claudia als archeologische vindplaats
De resten van stad geven de moderne bezoeker een goed overzicht van hoe een Romeinse stad eruitgezien moet hebben. In Baelo Claudia zijn de kenmerkende elementen van een Romeinse stad bewaard gebleven.
Er is een cirkelvormige verdedigingsmuur rond de stad met een hoofdpoort. Ook is er een forum waar een aantal gebouwen met een bestuurlijke functie is te vinden zoals de curia (het raadsgebouw) en het gerechtsgebouw. Ook is er een aantal tempels te vinden, zoals de tempel van de Egyptische godin Isis, maar ook tempels voor de Romeinse goden Juno, Jupiter en Minerva. Anders dan gebruikelijk in de Romeinse wereld, hadden deze drie ieder hun eigen tempel − alleen in de Romeinse plaats Sbeitla in Tunesië is een vergelijkbare situatie aangetroffen.
Ten slotte zijn ook resten van winkels, badhuizen en een theater gevonden. De stad werd door drie aquaducten van water voorzien en had haar eigen bedrijfsterrein, waar zich de installaties voor de productie van garum bevonden.